# 相鐵10000系電聯車
相鐵10000系電聯車（日语：／ Sōtetsu 10000-kei densha */?）是相模鐵道的一種通勤型電力動車組，於2002年2月24日投入服務。
10000系的製作目的是取代車齡漸高的2100系、5000系和新6000系等動車組。設計以東日本旅客鐵道（JR東日本）使用的E231系為基礎，是日本大手私鐵首款以其他公司的車輛為藍本設計的鐵路車輛。此後東急電鐵的5000系和東京都交通局（都營地下鐵）的10-300型（初期車）均有採用E231系的設計。
10000系由東急車輛製造和JR東日本新津車輛製作所承製，共製造了3列10輛編組和5列8輛編組列車。這也是新津車輛製作所為其他公司製造的車輛型號。新津車輛製作所負責10707F編組的所有車輛和10702F－10704F及10708F編組中往海老名／湘南台方向的部分車輛。而所有兩家公司合造的列車中，貼在車內的車身編號貼紙一律印上兩家公司的商標。相鐵原本只計畫增備2列10輛編組和5列8輛編組，但後來因為一列8000系列車（8707F）編組在湘南台被線路保養車輛撞毀，相鐵決定將該列車拆毀，並增造一列10000系（10708F編組）替代。
10000系的8列列車並非全數由相鐵擁有，其中第4（10704F）至第7（10707F）編組均是透過車輛租賃公司出租予相鐵使用，以降低購置新車的成本。

## 與E231系的不同之處

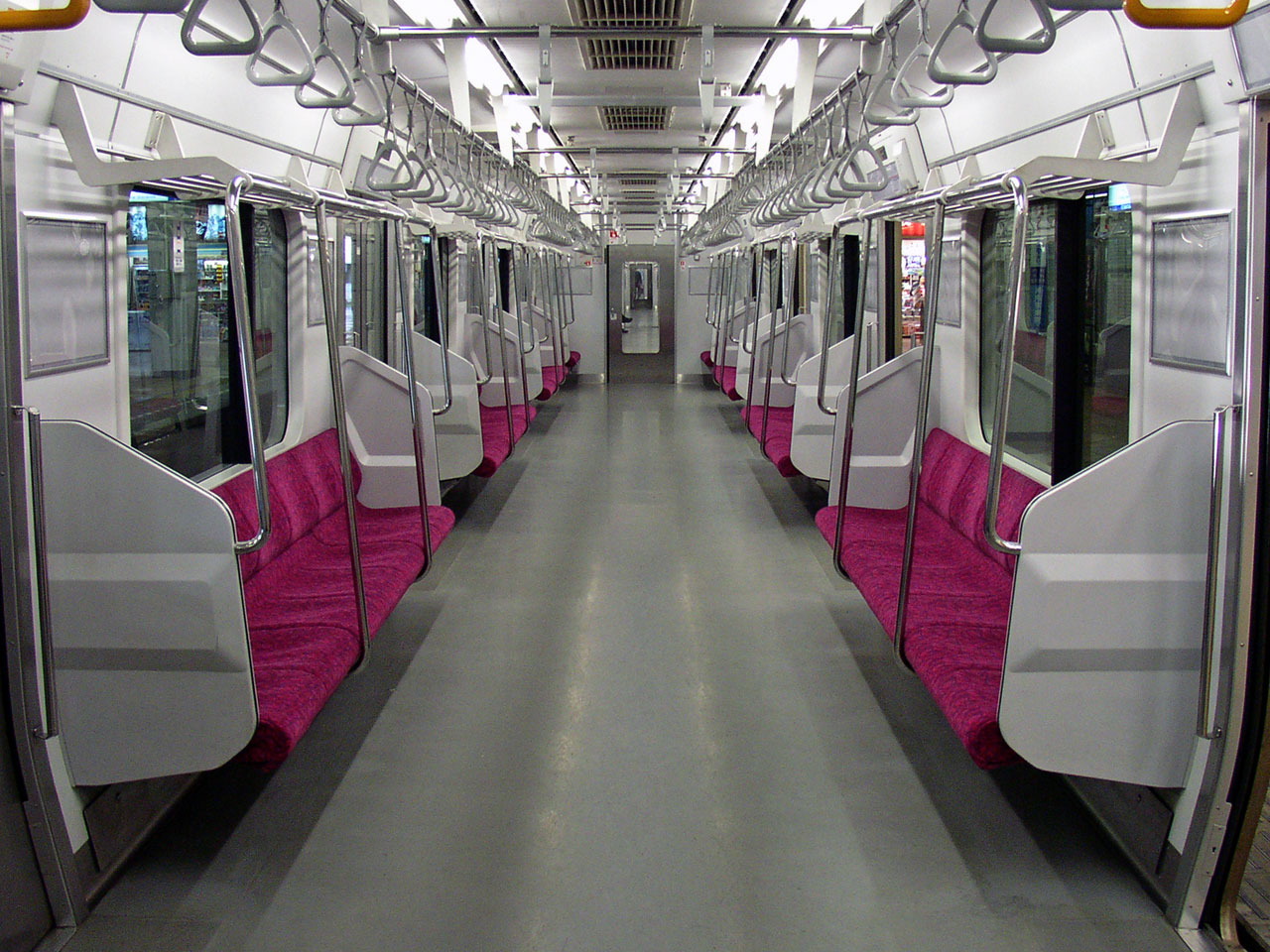
相鐵10000系車廂，使用的座椅套顏色和E231系不同

10000系的設計及安裝的運行器械和E231系通勤型相若，但部分功能會有差異。初期製造的車輛和中央、總武緩行線使用的0番台相若，後期製造的車輛則和山手線用的500番台列車相近。
車體設計方面，因為相模鐵道的車輛闊度限制，10000系的車體比E231系窄20mm（2,930mm），但仍是JR集團以外的鐵路公司中車體最闊的車輛。車頭的正面設計使用較圓滑的形狀，安裝頭燈和尾燈的位置附近也使用相同設計方式來處理。控制室車門控制器的安裝方式和E231系有些不同，實際上跟E231系後繼車E233系的設計比較接近。
運行器械方面，車頭的車勾採用和相鐵其他車輛相同的密著式自動連結器。控制系統採用E231系通勤型中由三菱電機製絕緣柵雙極晶體管（IGBT）和智能電功率控制組件（IPM）組成的變頻器（VVVF）。制動系統方面，初期製造車輛使用電傳操縱空氣制動（再生制動並用），自10705F編組開始改為使用純電力制動。此後初期製造車輛也被安排進行此項改裝工程。為了保持9000系的起動加速度（3.0km/h/s），10000系比E231系擁有更高的動車比例（10000系：1:1；E231系：2:3）。也因此在10000系的10輛編組列車中，首次出現E231系各編組中不會出現的單獨運作的電動車。
車廂內部設計和E231系相同，座位編排、扶手均採用E231系的部件，唯一的分別是座椅的椅套顏色。車門上方設有與中央、總武緩行線用的E231系相同的單行LED報站顯示板，但增加顯示轉乘資訊。如往海老名方向的列車在前往二俁川站（泉野線換乘站）時將以下列模式顯示車站資訊：
翻譯：下一站是二俁川→下一站是二俁川（英語版本）→急行 往海老名方向→（車門打開方向）→請於此站換乘泉野線。（分兩次顯示）
其後在10703F以後製造的編組中，顯示板在日語版的換乘資訊後，增加顯示英文版的換乘資訊。而在總站橫濱，兩邊的車門均會打開。10000系的顯示版和8000系及9000系所顯示的文字會有所不同。（8000、9000系：（兩側的車門將會開啟）；10000系：兩邊均顯示（此車門將會開啟））
車門則和中央、總武緩行線使用的E231系0番台一樣，採用設有安全裝置的電力車門。10703F編組後的列車改用E231系500番台的車門關閉音，聲量較以往列車降低。
其後相鐵在10708F編組中引入自動廣播系統（2007年5月投入服務），日語配音由加藤純子負責，英語版則由Christelle Ciari負責。其他列車也跟著在2008年3月進行安裝工程。
此外，為了減低火災的風險，自10705F以後的10000系列車的冷氣出風口不採用E231系的玻璃纖維強化塑膠（FRP）組件，改採在9000系使用相同形狀的鋁合金組件。此外，車廂間的分隔門採用E231系的設計，利用傾斜軌道令分隔門可自動關上。這是相鐵車輛首次採用的設計。分隔門上則貼有相鐵標誌的貼紙。

## 和以往相鐵車輛的不同之處

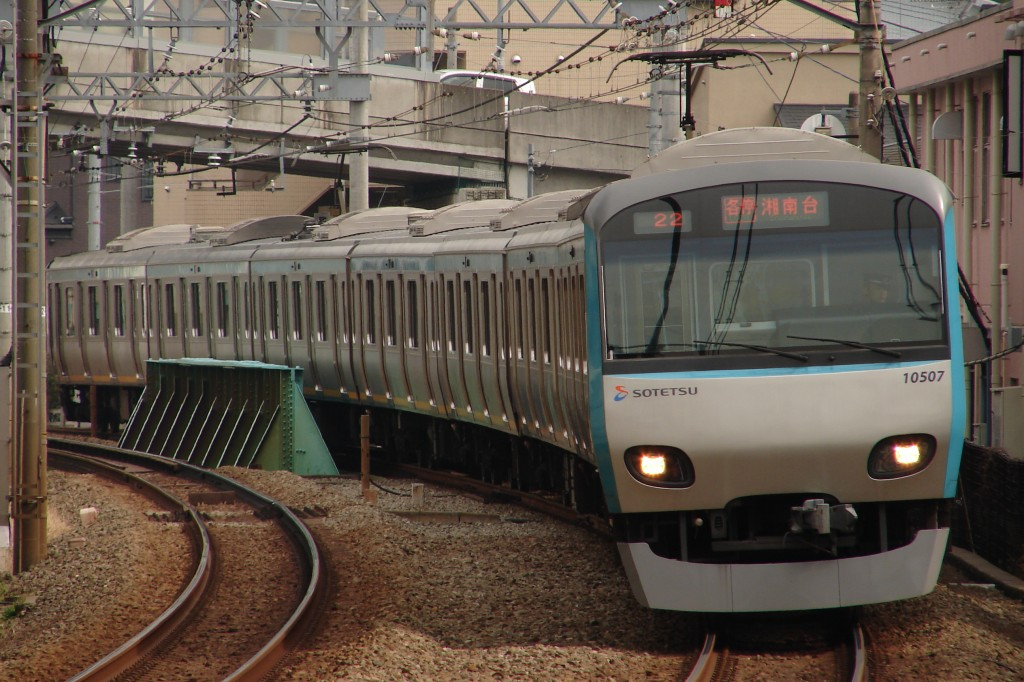
使用原有塗裝的10707F編組（2007年3月16日攝於上星川站）

10000系是相鐵首種全以不銹鋼製造的鐵路車輛，而方向幕也是首次加入英文／羅馬拼音的顯示方式。車體塗裝繼承自6000系，上方彩帶為■孔雀綠色，下方彩帶則是■藏紅色。及後因相鐵在2006年改變公司標識及代表顏色，10000系自2008年起逐漸改用新塗裝。新塗裝中上方彩帶改塗上■「相鐵藍」色，下方彩帶改塗■「相鐵橙」色。現時（2008年11月）相鐵已為4列（10701F、10702F、10705F、10708F）列車塗上新塗裝。更改塗裝工程預定於2010年末完成。
運行機器方面，10000系的轉向架採用了E231系的無枕梁轉向架，動力模組也棄用了相鐵先前列車的撓性傳動方式，採用E231系的TD平行傳動方式。另外，10000系也不像以往相鐵車輛，將碟式制動系統安裝在車軸內側。車內系統方面，則採用E231系的列車情報管理系統，是相鐵首次採用此系統的車輛。
和以往採用對向式座位的8000系及9000系不同，10000系全數列車均採用E231系通勤型的縱向座位，並沿用E231系2+3+2的座位配置及以扶手分隔座位的設計。車窗則廢除了相鐵原有的電動車窗設計，採用E231系的手動車窗。同時，車窗玻璃也採用了E231系塗有減低紫外線的顏料的玻璃，因此10000系和E231系一樣，沒有安裝窗簾。
列車編組方面也和以往系列車輛有很大的分別。動車組中只有10100型和10300型車輛安裝集電弓，和以往全部車輛安裝集電弓的設計有所不同，開啟的方向也是相反的。另外，安裝控制裝置的車輛在動車單元中的位置也從原本的靠近往橫濱方向移往靠近往海老名、湘南台方向。

## 編組方式
10輛編組（10701F、10702F、10708F）
|              | ←橫濱方向                            |                       |                             |                               |                                      |
| 車廂編號     | 1                                    | 2                     | 3                           | 4                             | 5                                    |
| 生產編號制式 | 10700                                | 10200                 | 10100                       | 10600                         | 10300                                |
| 動力車輛     |                                      | ●                     | ●                           |                               | ●                                    |
| 設備         | - 控制室 - 自動列車停止裝置 - 蓄電池 | - 變壓器 - 空氣壓縮機 | - 集電弓 - 控制裝置（兩套） | （女性專用車廂） - 疏散用摺梯 | - 集電弓 - 控制裝置（一套）          |
|              | 海老名、湘南台方向→                  |                       |                             |                               |                                      |
| 車廂編號     | 6                                    | 7                     | 8                           | 9                             | 10                                   |
| 生產編號制式 | 10600                                | 10600                 | 10200                       | 10100                         | 10500                                |
| 動力車輛     |                                      |                       | ●                           | ●                             |                                      |
| 設備         | - 自動電源誘導裝置                   | - 疏散用摺梯          | - 變壓器 - 空氣壓縮機       | - 集電弓 - 控制裝置（兩套）   | - 控制室 - 自動列車停止裝置 - 蓄電池 |

8輛編組（10703F－10707F）
|              | ←橫濱方向                            |                       |                             |                                      |
| 車廂編號     | 1                                    | 2                     | 3                           | 4                                    |
| 生產編號制式 | 10700                                | 10200                 | 10100                       | 10600                                |
| 動力車輛     |                                      | ●                     | ●                           |                                      |
| 設備         | - 控制室 - 自動列車停止裝置 - 蓄電池 | - 變壓器 - 空氣壓縮機 | - 集電弓 - 控制裝置（兩套） | （女性專用車廂） - 自動電源誘導裝置  |
|              | 海老名、湘南台方向→                  |                       |                             |                                      |
| 車廂編號     | 5                                    | 6                     | 7                           | 8                                    |
| 生產編號制式 | 10600                                | 10200                 | 10100                       | 10500                                |
| 動力車輛     |                                      | ●                     | ●                           |                                      |
| 設備         | - 疏散用摺梯                         | - 變壓器 - 空氣壓縮機 | - 集電弓 - 控制裝置（兩套） | - 控制室 - 自動列車停止裝置 - 蓄電池 |

參考資料：

## 體質改善工程

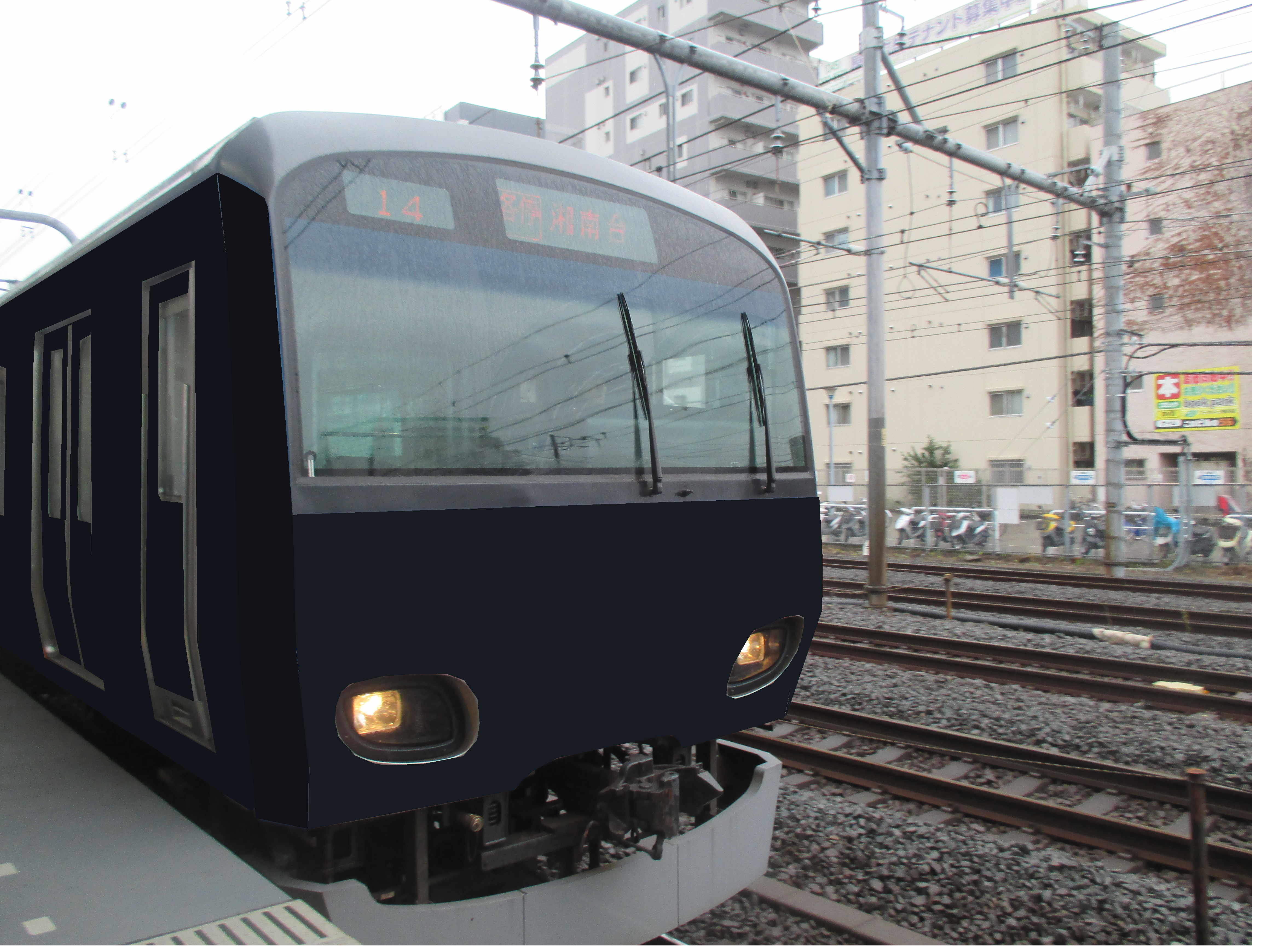
體質改善工程的預想圖，但是車頭燈的位置與翻新後的列車不同

體質改善工程將會把列車塗上YOKOHAMA NAVYBLUE的格式，並且會將車頭燈移至駕駛室車窗上方，並且會把車內進行大翻新。首列列車（10501編組）於2020年7月30日登場。列車與相鐵11000系的差別便只會有駕駛室高低及緩衝裝置不同。

## 運用方式
10000系列車在運用上和其他系列的列車相同。其中8輛編組列車主要和舊7000系服務各停班次，而使用8輛編組列車的班次均會在時間表標上星號（★），以玆識別。至於10輛編組列車則主要負責急行和快速班次。

## 列車擁有權
- 10701F－10703F、10708F：相模鐵道
- 10704F：有限公司
- 10705F：有限公司
- 10706F、10707F：有限公司

## 外部連結
- （日語）相模鐵道車輛圖鑑
- （日語）
- （日語） 相鐵10000系資料 (東急)